# 김병연 (축구 선수)
김병연(1994년 4월 25일 ~ )은 대한민국의 축구 선수이다. 포지션은 미드필더이다.

## 방송
- 히딩크의 축구의 신 (2018) - 최종 선발